# Innenfokussierung
Innenfokussierung, abgekürzt IF, ist eine Konstruktionsart von Objektiven, bei der die Entfernungseinstellung nicht durch eine Verschiebung des ganzen Objektivs, sondern nur von einer oder mehreren Linsen innerhalb des Objektivs erfolgt. Die übrigen Linsen, insbesondere die Frontlinse, behalten ihren Abstand von der Bildauffangebene (Mattscheibe, Film oder Bildsensor), so dass sich die Länge des Objektivs nicht ändert.
Die Innenfokussierung ist heute in der Optik und Fotografie weit verbreitet und hat auch bei vielen Messfernrohren den Okularauszug verdrängt. Entwickelt wurde sie in den 1920er-Jahren durch den Geodäten Heinrich Wild als erster Schritt, die offene Bauweise von Theodoliten durch die heutige geschlossene Bauweise zu überwinden und die Instrumente so unempfindlicher gegen Temperatur- und Feuchteeinflüsse zu machen.

## Problematik
Gewöhnliche Objektive fokussieren dadurch, dass sich das gesamte Linsenpaket in Richtung ihrer optischen Achse verschiebt. Dies führt beim Einstellen auf nahe Motive zu einer größeren Baulänge und einer damit verbundenen Schwerpunktverlagerung. Hinzu kommt, dass mit dem Verstellen aller Linsen eine große Masse bewegt werden muss, die das Fokussieren verlangsamt. Diese Effekte sind für kurze Brennweite bedeutungslos, bei Teleobjektiven aber beträchtlich und von großem Nachteil. Deswegen werden Kameraobjektive ab etwa 3facher Vergrößerung gegenüber der Normalbrennweite, bei Kleinbild also etwa ab 150 mm, seit den 1970er Jahren zunehmend mit Innenfokussierung gebaut.
Objektive mit Innenfokussierung lassen sich kompakter und leichter bauen, was insbesondere bei langen Brennweiten günstig ist. Auch verlagert sich der Schwerpunkt beim Fokussieren kaum, so dass bei Stativaufnahmen keine Änderung der Stativbelastung und somit kein störendes Kippen der Kamera (durch die Elastizität des Stativs) erfolgt. Von Nachteil kann allerdings sein, dass sich im Allgemeinen die Brennweite mit der Entfernungseinstellung ändert.
Heute gibt es auch etliche Objektive mit kurzer Brennweite (Normal oder Weitwinkel) mit Innenfokussierung, da diese auch hier Vorteile bringen kann, nämlich eine bessere Korrektion der Abbildungsfehler (siehe Floating elements) und ein konstantes Volumen des Objektivs, wodurch es beim Fokussieren keine Luft ansaugt.

## Funktionsweise
Bei konventioneller Fokussierung bleiben die Abstände der Linsen voneinander stets gleich. Das Linsenpaket besitzt eine Unendlicheinstellung und lässt sich von dieser ausgehend von der Kamera weg verschieben. Um ein Motiv in gegebener Entfernung scharf abzubilden, ist eine bestimmte Entfernung des Linsenpakets (genauer: der bildseitigen Hauptebene) von der Film- bzw. Sensorebene einzustellen. Diese Auszug genannte Verschiebung des Objektivs hängt neben der Motiventfernung auch von der Brennweite des Objektivs ab. Sie wird mit zunehmender Brennweite größer.
Wenn man auch die Abstände der Linsen voneinander ändert, wie es bei der Innenfokussierung der Fall ist, verschiebt sich nicht nur die bildseitige Hauptebene, sondern es ändert sich im Allgemeinen auch die Brennweite und damit der einzustellende Abstand der Hauptebene vom Film. Somit gibt es zwei Möglichkeiten, die Scharfeinstellung zu realisieren:
- Die Hauptebene wird bei gleichbleibender Brennweite nach vorn verschoben.
- Bei gleichbleibender Position der Hauptebene wird die Brennweite verkleinert.

In der Regel nutzt man beide Effekte gleichzeitig.
Bei der Innenfokussierung werden nur ausgewählte Linsen im hinteren Bereich des Objektivs verschoben. Diese Linsen sind relativ klein und leicht und müssen sich meist nur wenig bewegen und beeinflussen den Objektiv-Schwerpunkt infolgedessen nur unbedeutend. Auch lassen sie sich sehr schnell verstellen, sowohl mit der Hand wie auch durch einen Autofokusmotor. Da die vorderen Linsen, insbesondere die Frontlinse, nicht zu den verstellten Linsen gehören, bleibt die Objektiv-Baulänge unverändert. Die verringerte Brennweite und somit Vergrößerung bei Naheinstellung hat in der Praxis keine Bedeutung. Im Gegensatz zum herkömmlichen Verfahren kann sich aber die Verzeichnung des Objektivs mit der Entfernung ändern.
Anstatt ausgewählte Linsen zu verschieben, kann man die Entfernung auch verstellen, indem man Linsen auswechselt. Dies führt zu einer stufenweisen Fokussierung und wird bei Polaroid-Sofortbildkameras angewendet.

## Vorteile der Innenfokussierung
- Bei der Fokussierung wird weniger Masse bewegt, so dass sie schneller erfolgen kann.
- Der Objektivschwerpunkt verschiebt sich kaum, so dass sich bei Stativaufnahmen die Kamera nicht neigt.
- Die Fassung des Objektivs kann kleiner und leichter konstruiert werden.
- Das Objektiv ist im Allgemeinen robuster. Wenn das Objektiv einen Schlag auf die Vorderkante abbekommt, wird die Fokussiermechanik dadurch nicht belastet, da sie komplett im Inneren liegt.
- Die Frontlinse dreht sich nicht (im Gegensatz zur Frontlinsen-/Frontgruppen-Fokussierung vieler Zoomobjektive). Dadurch können Pol- oder Verlaufsfilter (s. Filter) problemlos benutzt werden. Darum ist auch die Verwendung von tulpenförmigen Streulichtblenden (ugs. Gegenlichtblenden) möglich, welche in den Bildecken eingeschnitten sind, um Vignettierungen zu vermeiden.
- Das Volumen des Objektivs ändert sich beim Fokussieren nicht, so dass kein „Pumpen“ auftritt, d. h. das Objektiv saugt keine Luft ein, die Staub oder Feuchtigkeit enthalten kann. Das Objektiv kann gegen Staub und Spritzwasser abgedichtet werden.

## Nachteile der Innenfokussierung
- Bei manchen Zoomobjektiven (vor allem bei einem großen Brennweitenbereich), aber auch bei einigen Objektiven mit fester Brennweite wird durch Fokussieren auf kurze Entfernungen die Brennweite zum Teil erheblich reduziert (engl. Focus breathing oder Zooming effect of focus).[1][2][3]

## Besondere Ausprägungen
Die Hinterlinsenfokussierung (engl. Rear focus, RF) ist eine Spielart der Innenfokussierung. Dabei wird die hinterste Linse oder Linsengruppe verschoben.
Die umgekehrte Konstruktion ist die Auszugsverlängerung mit festem Rückelement (engl. Fixed Rear Element Extension, FREE). Dabei wird nur die Frontlinse bzw. die vorderen Elemente ausgezogen, das Rückelement bleibt starr.